# Vishal Kaith
Vishal Kaith (ur. 22 lipca 1996 w Rohru) – indyjski piłkarz, występujący na pozycji bramkarza w indyjskim klubie Mohun Bagan SG oraz w reprezentacji Indii. Uczestnik Pucharu Azji 2019 i 2023.

## Statystyki

### Klubowe
Na podstawie:
| Klub               | Sezonów | Liga                | Liga  | Liga   | Puchar krajowy | Puchar krajowy | Kontynentalne | Kontynentalne | Suma  | Suma   |
| Klub               | Sezonów | Liga                | Mecze | Bramki | Mecze          | Bramki         | Mecze         | Bramki        | Mecze | Bramki |
| ------------------ | ------- | ------------------- | ----- | ------ | -------------- | -------------- | ------------- | ------------- | ----- | ------ |
| Shillong Lajong FC | 3       | Indian Super League | 34    | 0      | 3              | 0              | –             | –             | 37    | 0      |
| FC Pune City       | 3       | Indian Super League | 21    | 0      | 1              | 0              | –             | –             | 22    | 0      |
| Chennaiyin FC      | 3       | Indian Super League | 49    | 0      | 0              | 0              | –             | –             | 49    | 0      |
| Mohun Bagan SG     | 2       | Indian Super League | 34    | 0      | 10             | 0              | 8             | 0             | 52    | 0      |
|                    | Łącznie | Łącznie             | 138   | 0      | 14             | 0              | 8             | 0             | 160   | 0      |

### Reprezentacyjne
Na podstawie:
| Występy i gole w reprezentacji | Występy i gole w reprezentacji | Występy i gole w reprezentacji | Występy i gole w reprezentacji | Występy i gole w reprezentacji | Występy i gole w reprezentacji | Występy i gole w reprezentacji | Występy i gole w reprezentacji | Występy i gole w reprezentacji |
| Lp.                            | Data                           | Miasto                         | Przeciwnik                     | Wynik                          | Czas                           | Gole                           | Inne                           | Rozgrywki                      |
| ------------------------------ | ------------------------------ | ------------------------------ | ------------------------------ | ------------------------------ | ------------------------------ | ------------------------------ | ------------------------------ | ------------------------------ |
| 1.                             | 05.09.2018                     | Dhaka                          | Sri Lanka                      | 2:0 (1:0)                      | 1'–90'                         |                                |                                | Mistrzostwa SAFF 2018          |
| 2.                             | 09.09.2018                     | Dhaka                          | Malediwy                       | 2:0 (2:0)                      | 1'–90'                         |                                |                                | Mistrzostwa SAFF 2018          |
| 3.                             | 12.09.2018                     | Dhaka                          | Pakistan                       | 3:1 (0:0)                      | 1'–90'                         |                                |                                | Mistrzostwa SAFF 2018          |
| 4.                             | 15.09.2018                     | Dhaka                          | Malediwy                       | 1:2 (0:1)                      | 1'–90'                         |                                |                                | Mistrzostwa SAFF 2018          |

## Sukcesy
Na podstawie:

### Klubowe
Z Mohun Bagan SG:
- Mistrz Indii 2022/23

### Reprezentacyjne
- Mistrzostwa SAFF 2021